# Dischwefeldinitrid
Dischwefeldinitrid ist eine anorganische chemische Verbindung des Schwefels aus der Gruppe der kovalenten Nitride. Die Verbindung gehört neben dem Pentaschwefelhexanitrid, dem Tetraschwefeldinitrid, dem Tetraschwefeltetranitrid, dem Monoschwefelmononitrid, den Oligoschwefeldinitriden und dem polymeren Polythiazyl (SN)x zur Gruppe der Schwefel-Stickstoff-Verbindungen oder Schwefelnitride.

## Gewinnung und Darstellung
Dischwefeldinitrid kann durch Reaktion von Tetraschwefeltetranitrid mit Silber (entstehendes Silbersulfid wirkt als Katalysator bei der Zersetzung von Tetraschwefeltetranitrid zu Dischwefeldinitrid) oder der thermischen Spaltung von Tetraschwefeltetranitrid gewonnen werden.
{\displaystyle {\ce {S4N4 -> 2 S2N2}}}

## Eigenschaften
Dischwefeldinitrid ist ein farbloser kristalliner leicht flüchtiger Feststoff mit widerlich iodartigem Geruch. Er ist nur bei tiefen Temperaturen stabil und färbt sich bereits bei 20 °C nach kurzer Zeit dunkel. Über ein radikalisches, paramagnetisches Intermediat wird das polymere Polythiazyl (SN)x gebildet. Bei Schlageinwirkung oder Temperaturen oberhalb von 30 °C erfolgt eine explosive Zersetzung. Es sublimiert bei 10−2 Torr schon bei Raumtemperatur. Bei Anwesenheit von Spuren von Luftfeuchtigkeit polymerisieren etwa 67 % zu (SN)x, während 33 % zu Tetraschwefeltetranitrid dimerisieren. Er ist löslich in Alkoholen mit gelbroter Farbe und löst sich ohne Färbung leicht in Benzol, Ether, Tetrachlorkohlenstoff, Aceton, Tetrahydrofuran und 1,4-Dioxan. Spuren von Alkalimetallen lösen augenblickliche und ausschließliche Dimerisierung aus. Wasser benetzt Dischwefeldinitrid nicht, weshalb dieses nicht löslich in Wasser ist.
Dischwefeldinitrid ist das kleinste bisher isolierte binäre S—N-Ringsystem. Das planar gebaute, beinahe quadratische Molekül mit D2h Molekülstruktur besitzt formal 6 π-Elektronen und gehört zu den pseudoaromatischen Verbindungen. Es allerdings kein Aromat, sondern besitzt einen Singulett-Diradikal-Charakter mit vier π-Elektronen und zwei nichtbindende π-Radikalelektronen. Die Bindungslängen betragen 1,651 Å und 1,659 Å, die NSN- und SNS-Bindungswinkel 89,9° und 90,4°.
Festes Dischwefeldinitrid besitzt eine monokline Kristallstruktur mit der Raumgruppe P21/c (Raumgruppen-Nr. 14). Die Verbindung bildet mit Lewis-Säuren wie Bortrichlorid, Aluminiumtrichlorid und Antimonpentachlorid Lewis-Säure-Base-Addukte verschiedener Zusammensetzung wie z. B. S2N2·BCl3, S2N2·2AlCl3, S2N2·SbCl5 und S2N2·2SbCl5.